# رنا غير مشفر طويل

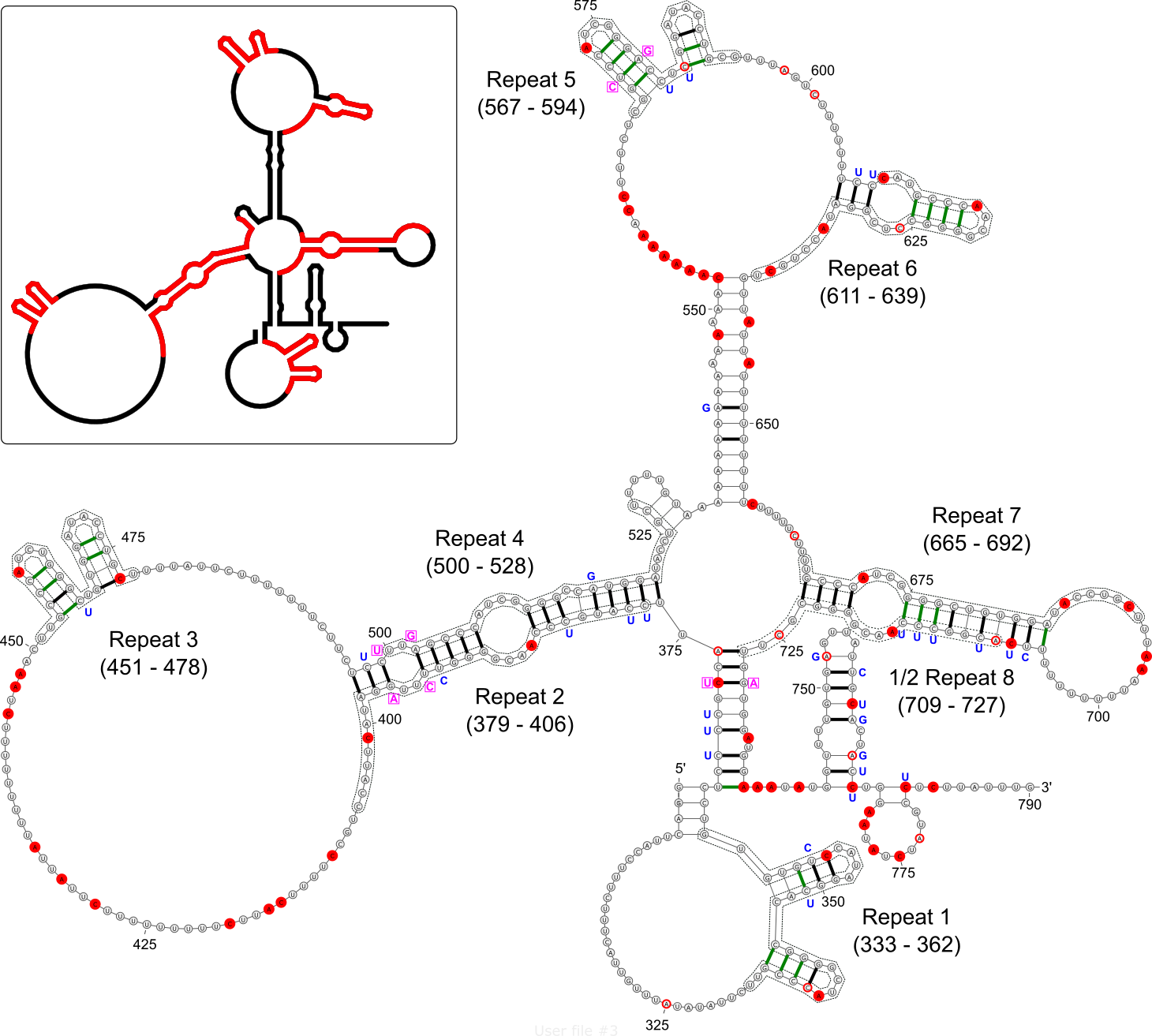
بنية منطقة التكرار A (طولها حوالي 790 نيوكليوتيد) من رنا Xist (طوله لدى البشر حوالي 17 كيلو نيوكليوتيد) وهو أحد جزيئات الرنا غير المشفرة الطويلة ويلعب دورا في تعطيل الصبغي X.

الرنا غير المشفر الطويل (بالإنجليزية: Long non-coding RNA)‏ واختصارا (lncRNA) هو نوع من  الرنا غير المشفر يُعرَّف على أنه نسخة يزيد طولها عن 200 نوكليوتيد ولا تتم ترجمتها إلى بروتين. هذا التعريف الاعتباطي نوعا ما يميز جزيئات الرنا غير المشفرة الطويلة عن جزيئات الرنا غير المشفرة الصغيرة مثل الرنا الميكروي، الرنا المتدخل الصغير، الرنا المتآثر مع بيوي، الرنا النويي الصغير، وغيرها من جزيئات الرنا القصيرة. جزيئات الرنا غير المشفرة الطويلة المتدخِّلة وجزيئات الرنا غير المشفرة الطويلة بين الجينية هي تسلسلات من الرنا غير المشفر الطويل والتي لا تتداخل مع الجينات المشفرة للبروتين.

## الترجمة
كان هناك نقاش معتبر حول ما إن كانت جزيئات الرنا غير المشفر الطويل قد أُسِيءَ شرحها وتحديد وظيفتها وأنها بالفعل تشفر بروتينات وتخضع لعملية الترجمة. وُجِد بالفعل أن العديد من جزيئات الرنا الطويلة هذه تشفر ببتيدات ذات وظائف بيولوجية معتبرة. اقترحت دراسات برفلة الريبوسوم أن حوالي من 40% إلى 90% من جزيئات الرنا الطويلة المشروحة والمحددة تتم ترجمتها في الواقع، رغم وجود اختلاف حول الطريقة الصحيحة لدراسة وتحليل بيانات برفلة الريبوسوم. فضلا عن ذلك، يُعتقد أن العديد من الببتيدات الناتجة عن ترجمة جزيئات الرنا غير المشفر الطويل غير مستقرة بشكل كبير ومن دون وظائف بيولوجية.